# Vaccinium vacciniaceum
Vaccinium vacciniaceum är en ljungväxtart. Vaccinium vacciniaceum ingår i Blåbärssläktet, och familjen ljungväxter.

## Underarter
Arten delas in i följande underarter:
- V. v. glabritubum
- V. v. vacciniaceum